# Kolár Péter
Kolár Péter (Kassa, Csehszlovákia, 1947. február 3. – Kassa, Szlovákia, 2017. március 30.) felvidéki magyar mérnök, kultúraszervező, színházigazgató, a kassai Thália Színház igazgatója, a Csemadok elnöke, főtitkára.

## Életpályája
Gyerekkorát Kisszalókon töltötte, majd szülei az 1950-es évek elejétől Csízen kaptak tanári állást, ahol az alapiskolát végezte. Később Tornalján tanult, végül 1966-ban érettségizett a kassai magyar tannyelvű ipariskolában. Előbb a pozsonyi műszaki főiskola hallgatója lett, majd a budapesti Műszaki Egyetemen végzett 1974-ben, és gépészmérnöki és tanári oklevelet szerzett. Ezután visszatért Kassára, ahol tervezőmérnök, majd középiskolai tanár lett. 1980 és 1990 között a Csemadok Kassa-vidéki, illetve Kassa-városi titkára volt.
1990-től 2011-ig, egy négyéves időszakot leszámítva, vezette a kassai Thália Színházat (amely kezdetben a komáromi székhelyű Magyar Területi Színház kassai Thália Színpada volt). Az önállódás az ő nevéhez fűződik.
1993-ban részt vett a Duna Televízió létrehozásában. 1997 és 2000 között a Csemadok elnöke volt. Miután visszatért Kassára a Thália Színház élére, részt vett a Márai Stúdió létrehozásában. Közben, haláláig a Csemadok kassai városi választmányának elnöke volt.

## Díjai, elismerései
- Julianus-díj, 2009
- A Magyar Köztársasági Érdemrend tisztikeresztje (2010)
- Magyar Köztársaság elnökének aranyérme, 1999
- Nemzeti Erőforrás Minisztériuma életpályadíja, 2010
- Magyar Művészeti Akadémia aranyérme, 2009
- Kassa Megye Önkormányzatának díja, 2006
- Kassa Főpolgármesterének díja, 2007
- Pro Probitate – Helytállásért díj, 2016
- Ex libris-díj, 2016
- Magyar Örökség díj, 2018[2]
- 2019-ben emléktáblát kapott Kassán a Csemadok udvarán[3]